# 側身平肩光魚
側身平肩光魚，為管肩魚科的其中一種，為深海魚類，分布於東太平洋加拿大卑詩省外海、美國華盛頓州到智利海域，深度300-1000公尺，體長可達20公分，棲息在中層水域，生活習性不明。

## 扩展阅读
維基物種上的相關：側身平肩光魚